# Aripiprazolo

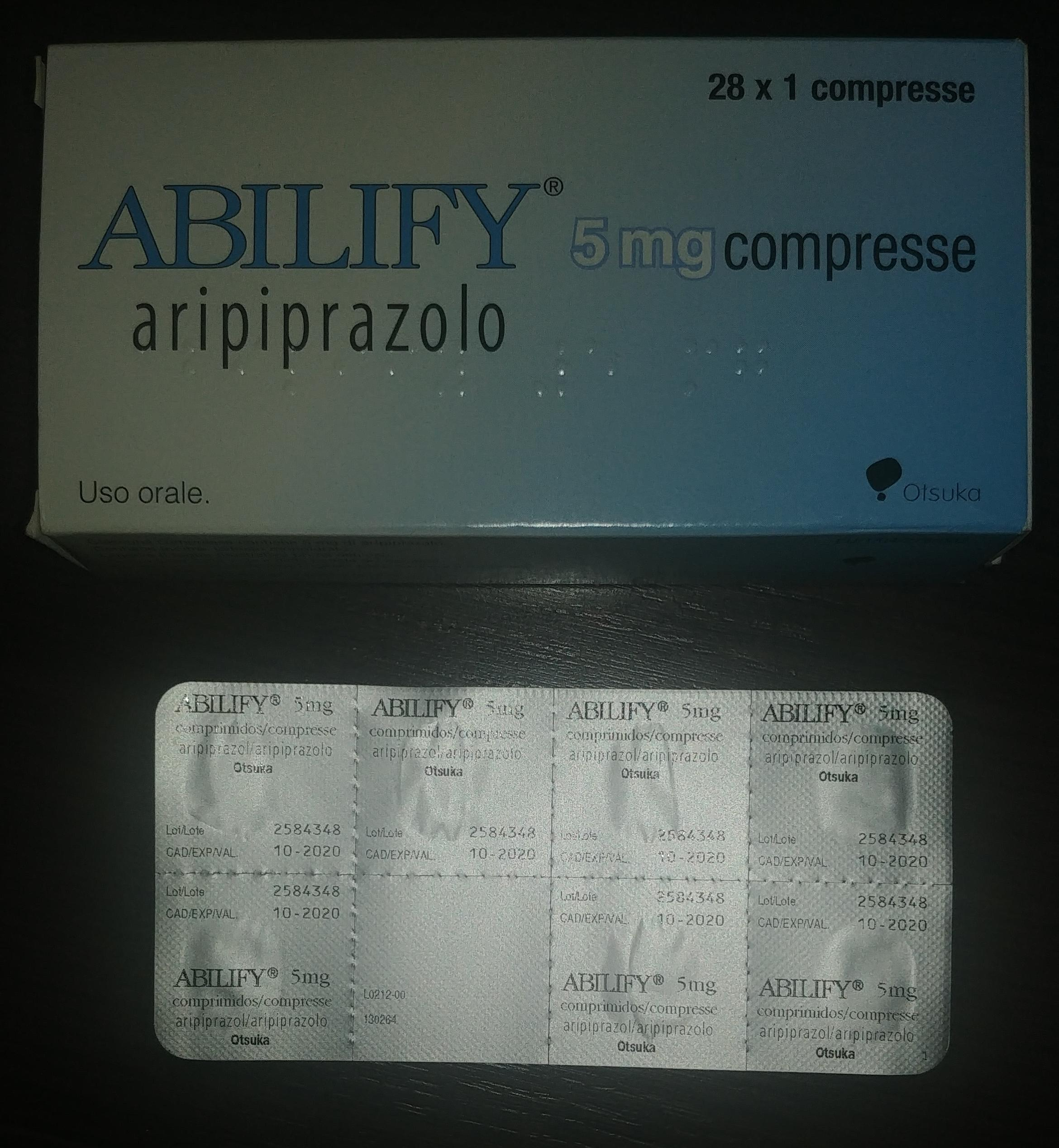
Confezione italiana di Abilify in compresse da 5mg

Aripiprazolo è uno psicofarmaco appartenente alla classe dei neurolettici di terza generazione (di cui rappresenta il capostipite) utilizzato nel trattamento dei disturbi psicotici, del disturbo bipolare e come trattamento aggiuntivo nel disturbo depressivo maggiore (generalmente in aggiunta ad altri trattamenti).
 L'aripiprazolo è stato approvato dalla FDA il 15 Novembre 2002 e dalla EMA il 4 giugno 2004.
In Italia il farmaco è venduto dalla casa farmaceutica Otsuka Pharmaceutical Europe, con il nome commerciale di Abilify (/əbɪlɪfaɪ/), nella forma farmaceutica di compresse rivestite con film in dosaggio da 5 mg, 10 mg e 15 mg di Aripiprazolo in confezioni da 28 compresse. In altre nazioni, a seguito di accordi commerciali, è distribuito dalla società Bristol-Myers Squibb. Recentemente in Italia sono stati approvati e immessi in commercio numerosi equivalenti generici del farmaco antipsicotico da svariate aziende farmaceutiche, sempre sotto forma di compresse da 5 milligrammi, 10 milligrammi e 15 milligrammi, in confezione da 30 compresse film rivestite.

## Farmacodinamica
L'aripiprazolo è un agonista parziale del recettore della dopamina D2, differentemente dagli altri farmaci antipsicotici comuni che agiscono, invece, come antagonisti di tale recettore.
Ciò permette al farmaco di attivare i recettori della dopamina qualora la concentrazione di questo neurotrasmettitore endogeno sia bassa e invece di diminuirne l'azione qualora la sua concentrazione sia elevata, agendo in quest'ultimo caso come antipsicotico. Tuttavia recenti studi ne hanno messo in luce un meccanismo d'azione ancora più complesso nei confronti di tale recettore, dove sembrerebbe agire infatti come un agonista parziale ad alta efficacia (pari al 75% della dopamina) nei confronti di alcune sottopopolazioni del recettore D2 (come ad esempio i presinaptici) e come antagonista di varia potenza nei confronti di altre (come ad esempio i post sinaptici). Al contrario di altri neurolettici (come ad esempio tiapride) non mostra affinità preferenziale per alcune aree del cervello. Il tasso di occupazione dei recettori D2 e D3 appare decisamente elevato, con livelli medi compresi tra circa il 71% a 2 mg ed il 96% a 40 mg/die.
Aripiprazolo è anche dotato di un'attività parziale agonista sui recettori serotoninergici 5HT1A e come altri antipsicotici atipici mostra un profilo antagonista sui recettori serotoninergici 5HT2A (su cui agisce in realtà come un agonista parziale a bassa efficacia). A differenza degli antipsicotici atipici mostra una maggiore affinità per il recettore D2 piuttosto che per il 5HT2A . Il composto agisce anche sul recettore 5HT7 come debole agonista parziale a bassa efficacia, mostrando quindi un antagonismo funzionale; come agonista parziale ad alta efficacia e bassa affinità sul recettore 5HT2C (quest'ultima azione può essere alla base del minimo aumento di peso che può essere osservato nel corso della terapia); come potente agonista inverso sul recettore 5HT2B; come agonista parziale sul recettore D3 della dopamina.
L'aripiprazolo ha una moderata affinità per i recettori dell'istamina, α-adrenergici, per i recettori D4 e il trasportatore della serotonina, mentre non ha affinità apprezzabile per i recettori muscarinici colinergici.
L'azione globale del farmaco deriva pertanto da una combinazione delle sopra citate proprietà, anche se una review degli studi di Wood and Reavill (2007) conclude che l'attività sui siti serotoninergici alle classiche dosi terapeutiche non è clinicamente rilevante per cui la sua azione terapeutica è dovuta essenzialmente all'agonismo parziale sui recettori della dopamina D2.
Aripiprazolo agisce come un antagonista (agonista inverso) dei seguenti recettori e trasportatori:
| Receptor         | Ki (nM)  | Efficacy                 |
| ---------------- | -------- | ------------------------ |
| recettore 5-HT1A | 1,7-5,6  | agonista parziale        |
| recettore 5-HT2C | 15-180   | agonista parziale        |
| recettore 5-HT77 | 9,6-39   | agonista parziale debole |
| recettore D2     | 0,45-3,3 | agonista parziale        |
| recettore D3     | 0,8-9,7  | agonista parziale        |
| recettore D4     | 514      | agonista parziale        |

## Farmacocinetica
Dopo una somministrazione orale, l'aripiprazolo è assorbito dal tratto gastrointestinale, con la concentrazione plasmatica di picco che viene raggiunta entro 3-5 ore dall'assunzione. La biodisponibilità del composto in compresse è pari all'87%. La contemporanea assunzione di cibo ad alto contenuto di grassi non modifica la farmacocinetica dell'aripiprazolo. Il farmaco è ampiamente distribuito in tutto l'organismo, con un volume di distribuzione apparente elevato (circa 4,9 l/kg), ad indicare una distribuzione extra-vascolare particolarmente estesa. L'aripiprazolo e il deidro-aripiprazolo (il metabolita attivo) si legano alle proteine plasmatiche (in modo particolare all'albumina) in misura superiore al 99%.
Il composto viene ampiamente metabolizzato nella ghiandola epatica, attraverso reazioni di deidrogenazione, idrossilazione e N-dealchilazione. Studi eseguiti in vitro hanno permesso di identificare negli enzimi CYP3A4 e CYP2D6 i responsabili della deidrogenazione e dell'idrossilazione della molecola.
La reazione di N-dealchilazione viene invece catalizzata dal solo CYP3A4. L'emivita media di eliminazione del composto è variabile: si va da circa 75 ore (nei forti metabolizzatori del CYP2D6) ea circa 146 ore (nei metabilizzatori deboli del CYP2D6). Studi eseguiti somministrando una singola dose orale di 14C-aripiprazolo marcato, hanno permesso di evidenziare come circa il 27% della radioattività somministrata possa essere ritrovata nelle urine, mentre approssimativamente il 60% viene riscontrato nelle feci. Attraverso questa via circa il 18% dell'aripiprazolo è stato ritrovato immodificato.

## Usi clinici
L'aripiprazolo nei soggetti adulti trova indicazione nel trattamento della schizofrenia e degli episodi maniacali di grado da moderato a severo in soggetti affetti da disturbo bipolare di tipo I. Negli adolescenti è indicato nel trattamento della schizofrenia a partire dai 15 anni di età e del disturbo bipolare a partire da 13 anni di età.
A bassi dosaggi (fino a 5 mg/die) l'aripiprazolo è disinibente e potenzia gli effetti dei farmaci antidepressivi (questa applicazione è formalmente riconosciuta ed approvata negli USA dalla FDA). Sempre a bassi dosaggi riduce il craving per le sostanze psicostimolanti da abuso quali THC, cocaina, anfetamine e derivati.

## Effetti collaterali e indesiderati
Durante il trattamento con il farmaco possono comparire effetti avversi a carico dell'apparato gastrointestinale (dispepsia, aumentata secrezione salivare, sensazione spiacevole o franco dolore epigastrico, nausea, vomito, costipazione, diarrea) del sistema nervoso o di tipo psichiatrico (cefalea o sensazione di testa leggera, difficoltà nel dormire oppure sonnolenza, irrequietezza, ansia, acatisia, tremore o altri sintomi extrapiramidali, vertigine, agitazione psicomotoria) stanchezza o debolezza inusuali e visione offuscata. Più raramente si mostrano contrazioni incontrollabili o movimenti a scatto e convulsioni, febbre, indolenzimento muscolare, respiro accelerato, sudorazione, coscienza ridotta e improvvise variazioni dei valori di pressione arteriosa (in genere ipotensione ortostatica) e alterazione del ritmo cardiaco, come anche aumento di peso, iperprolattinemia, ipercolesterolemia, o ridotta tolleranza al glucosio. È presente anche la possibilità di sviluppare discinesia tardiva.

## Controindicazioni
L'aripiprazolo è controindicato nei soggetti con ipersensibilità nota al principio attivo, a molecole chimicamente correlate oppure ad uno qualsiasi degli eccipienti contenuti nella formulazione farmaceutica.

## Sovradosaggio
Nei soggetti adulti l'assunzione accidentale o intenzionale di aripiprazolo, non associato ad altri farmaci ad effetto sedativo sul sistema nervoso centrale (SNC) difficilmente comporta un esito fatale, pur potendosi associare a una sintomatologia grave che include letargia, aumento della pressione arteriosa, sonnolenza, tachicardia, nausea, vomito e diarrea.
Nei bambini l'assunzione di dosi fino a 195 mg non ha determinato alcun esito fatale, ma i segni e sintomi riportati sono stati clinicamente più gravi comportando anche sintomi extrapiramidali e un transitorio stato di coma.